# Episodi di Giudice di notte (seconda stagione)
La seconda stagione della serie televisiva Giudice di notte è stata trasmessa in anteprima negli Stati Uniti d'America dalla NBC tra il 27 settembre 1984 e il 9 maggio 1985.
| nº | Titolo originale                | Titolo italiano | Prima TV USA      | Prima TV Italia |
| -- | ------------------------------- | --------------- | ----------------- | --------------- |
| 1  | The Nun                         |                 | 27 settembre 1984 |                 |
| 2  | Daddy for the Defense           |                 | 4 ottobre 1984    |                 |
| 3  | Billie and the Cat              |                 | 18 ottobre 1984   |                 |
| 4  | Pick a Number                   |                 | 25 ottobre 1984   |                 |
| 5  | The Computer Kid                |                 | 1º novembre 1984  |                 |
| 6  | Bull Gets a Kid                 |                 | 8 novembre 1984   |                 |
| 7  | Harry on Trial                  |                 | 15 novembre 1984  |                 |
| 8  | Harry and the Madam             |                 | 22 novembre 1984  |                 |
| 9  | Inside Harry Stone              |                 | 29 novembre 1984  |                 |
| 10 | The Blizzard                    |                 | 6 dicembre 1984   |                 |
| 11 | Take My Wife, Please            |                 | 13 dicembre 1984  |                 |
| 12 | The Birthday Visitor            |                 | 3 gennaio 1985    |                 |
| 13 | Dan's Parents                   |                 | 10 gennaio 1985   |                 |
| 14 | Nuts About Harry                |                 | 17 gennaio 1985   |                 |
| 15 | An Old Flame                    |                 | 24 gennaio 1985   |                 |
| 16 | The Gypsy                       |                 | 31 gennaio 1985   |                 |
| 17 | Battling Bailiff                |                 | 7 febbraio 1985   |                 |
| 18 | Billie's Valentine              |                 | 14 febbraio 1985  |                 |
| 19 | Married Alive                   |                 | 21 febbraio 1985  |                 |
| 20 | Mac and Quon Le: Together Again |                 | 28 febbraio 1985  |                 |
| 21 | World War III                   |                 | 2 maggio 1985     |                 |
| 22 | Walk, Don't Wheel               |                 | 9 maggio 1985     |                 |